# Heteropogon currani
Heteropogon currani là một loài ruồi trong họ Asilidae. Heteropogon currani được Pritchard miêu tả năm 1935. Loài này phân bố ở vùng Tân Bắc giới.